# Calciatore dell'anno (Lettonia)
Calciatore lettone dell'anno (Latvijas gada labākais futbolists) è un premio calcistico assegnato a partire dal 1992 dalla Federazione calcistica della Lettonia al miglior giocatore lettone dell'anno solare.

## Albo d'oro
- 1992 - Ainārs Linards  Olimpija Liepāja
- 1993 - non assegnato
- 1994 - Vladimirs Babičevs  Skonto
- 1995 - Vitālijs Astafjevs  Skonto
- 1996 - Vitālijs Astafjevs  Skonto
- 1997 - Jurijs Ševļakovs  Skonto
- 1998 - Mihails Zemļinskis  Skonto
- 1999 - Marian Pahars  Dinamo Kiev
- 2000 - Marian Pahars  Southampton
- 2001 - Marian Pahars  Southampton
- 2002 - Juris Laizāns  CSKA Mosca
- 2003 - Māris Verpakovskis  Skonto
- 2004 - Māris Verpakovskis  Dinamo Kiev
- 2005 - Igors Stepanovs  Grasshoppers
- 2006 - Aleksandrs Koliņko  Rubin Kazan'
- 2007 - Vitālijs Astafjevs  Skonto
- 2008 - Andris Vaņins  FK Ventspils
- 2009 - Kaspars Gorkšs  Queens Park Rangers
- 2010[1] - Kaspars Gorkšs  Queens Park Rangers
- 2011[2] - Aleksandrs Cauņa  CSKA Mosca
- 2012[3] - Aleksandrs Cauņa  CSKA Mosca
- 2013[4] - Andris Vaņins  Sion
- 2014 - Aleksandrs Koliņko  Baltika
- 2015 - Andris Vaņins  Sion
- 2016 - Andris Vaņins  Sion
- 2017 - Andris Vaņins  Fussballclub Zürich
- 2018 - Dāvis Ikaunieks  Football Club Vysočina Jihlava
- 2019 - Pāvels Šteinbors   Morski Związkowy Klub Sportowy Arka Gdynia
- 2020 - Pāvels Šteinbors   Jagiellonia Białystok Sportowa Spółka Akcyjna
- 2021 - Vladislavs Gutkovskis   Robotniczy Klub Sportowy Raków Częstochowa